# Hoorn Unicorns
De Hoorn Unicorns is een American footballteam uit Hoorn. Ze komen uit in de Tweede divisie Noord, dat georganiseerd wordt door de American Football Bond Nederland.

## Historie
De Unicorns zijn opgericht in 1985 onder de naam Stallions. Het was de bedoeling in 1986 te starten in de competitie, maar dit plan werd tot nader order uitgesteld omdat het team er nog niet klaar voor was.
In 1988 was het team klaar voor de competitie en werd tevens de naam veranderd in Hoorn Unicorns. In het eerste jaar zouden de Hoorn Unicorns als derde in de competitie eindigen. Ondanks dat het team als derde in de competitie was geëindigd, mochten ze wel naar de eerste divisie promoveren, omdat de Den Haag Raiders nog niet klaar waren om te promoveren. In 1994 bereikten de Unicorns de finale en versloegen hierin de Arnhem Falcons.
De Unicorns zijn in 2011 als vereniging uiteengevallen en voeren sindsdien geen team meer in de landelijke competities. 
Almere Flevo Phantoms · Alphen Eagles · Amersfoort Untouchables · Amsterdam Panthers · Delft Dragons · Den Haag Raiders · Groningen Giants · Lelystad Commanders · Nijmegen Pirates · Utrecht Dominators